# Vila-seca (Osona)
Vila-seca es una localidad que forma parte del municipio de San Vicente de Torelló (Sant Vicenç de Torelló), en la comarca de Osona, provincia de Barcelona. Se halla junto al río Ter, al sur de Borgonyà, al oeste de la capital municipal y a muy poca distancia de Torelló. Una carretera local la conecta con Borgonyà y Torelló y otra la une a la capital del municipio. 
Su población a 1 de enero de 2012 era de 167 habitantes (85 varones y 82 mujeres).

## Historia
El nombre procede de una masía llamada de Can Vilaseca. En 1880 surgieron dos fábricas textiles (todavía en funcionamiento), alrededor de las cuales se levantaron algunas viviendas para los obreros y en 1883 se construyó una iglesia.

## Lugares de interés
- Iglesia de la Sagrada Familia.